# Djupedalia engeri
La djupedalia (Djupedalia engeri) è un rettile marino estinto, appartenente ai plesiosauri. Visse nel Giurassico superiore (Titoniano, circa 150 milioni di anni fa) e i suoi resti fossili sono stati ritrovati nelle Svalbard (Norvegia).

## Descrizione
Questo animale è noto per un fossile incompleto probabilmente appartenente a un esemplare giovanile, dato lo scarso grado di ossificazione dello scheletro. Djupedalia era un plesiosauro di grandi dimensioni, probabilmente superiore ai 6 metri di lunghezza; l'aspetto era molto simile a quello di altri plesiosauri dal collo lungo come Kimmerosaurus e Muraenosaurus, rinvenuti in strati del Giurassico medio e superiore in Inghilterra. Alcune caratteristiche, tuttavia, lo distinguevano dalle forme simili, in particolare la morfologia e le proporzioni dei centri vertebrali cervicali, le spine neurali dorsali estremamente corte e i femori più lunghi degli omeri.

## Classificazione
Descritto per la prima volta nel 2012, Djupedalia è noto per un fossile incompleto rinvenuto nella zona di Janusfjellet nelle Spitsbergen (Svalbard) in Norvegia. È considerato un rappresentante dei criptoclididi, un gruppo di plesiosauri dal collo lungo, dalla testa piccola e dai piccoli denti sottili. Il cranio doveva essere abbastanza simile a quello di Kimmerosaurus, mentre la forma dei centri vertebrali cervicali visti anteriormente richiamava quella dei centri di Picrocleidus, una forma di piccole dimensioni del Giurassico medio inglese; gli stessi centri, visti lateralmente, erano invece simili a quelli di altri plesiosauri del Giurassico inglese come Tricleidus, Colymbosaurus e Cryptoclidus. Djupedalia mostra notevoli somiglianze con la specie Colymbosaurus svalbardensis, rinvenuta nella stessa località, ma le zampe posteriori erano molto diverse ed è improbabile che possa rappresentare un individuo giovane della stessa specie. Altre caratteristiche della morfologia delle zampe e delle vertebre distinguono Djupedalia da Spitrasaurus, un altro possibile criptoclidide ritrovato nelle Spitsbergen. Questi due generi, secondo lo studio del 2012, potrebbero appartenere a un clade vicino all'origine degli elasmosauri, un gruppo di plesiosauri dal lunghissimo collo tipici del Cretaceo.

## Significato del nome
Il nome generico Djupedalia è in onore di Oystein Kare Djupedal, il ministro norvegese dell'educazione e della ricerca dal 2005 al 2007, che rese possibile gli scavi nelle Svalbard durante i quali vennero alla luce numerosi resti di rettili marini. L'epiteto specifico, engeri, onora invece Oyvind Enger, un volontario che partecipò agli scavi.